# P-30 „Cristal”
Radarul P-30 „Cristal” (în rusă „Хрусталь”, după clasificarea NATO „Big Mesh”) a fost un radiotelemetru sovietic, de avertizare timpurie, produs și exploatat în fosta URSS, din anul 1955. Radarul a fost și în înzestrarea țărilor fostului Tratat de la Varșovia, inclusiv în Armata României. În prezent nu se exploatează. A fost succesorul lui P-20. 

## Scurt istoric
Radarul P-30 a fost dezvoltat de către Institutul Unional de Cercetări Științifice și Inginerie Radio  (VNIIRT - proiectant șef V.V. Samarin) și a fost destinat utilizării de către Trupele Radiotehnice din Apărarea Antiaeriană a Teritoriului  (Ap.AAT),  Forțele Aeriene și subunitățile de Ap.AA de coastă ale Marinei Militare. Radarul a devenit, apoi, utilizat în companiile de radiolocație ale primelor formațiuni din trupele de Ap.AA. (regimente, batalioane). În anul 1955, radarul a trecut testele de stat și a fost pus în funcțiune. 

## Destinație
Radarul P-30 a fost o stație de radiolocație destinată cercetării spațiului aerian, descoperirii țintelor aeriene și dirijării avioanelor de vânătoare. A făcut parte din categoria radarelor de avertizare timpurie și lucra în gama de lungimi de undă centimetrice.

## Scurtă prezentare
Radarul determina cu precizie două coordonate ale țintei - azimutul și distanța înclinată și cu precizie mai mică altitudinea de zbor, pe principiul ”razei V”.
Spre deosebire de radarul P-20, la radarul P-30 ca amplificator de înaltă frecvență s-au folosit tuburi cu undă progresivă, s-a perfecționat aparatura indicatoare, s-a introdus aparatura de radiotranslație (de transmitere a informațiilor de radiolocație la distanță, aparatura ”Faza”). Radarul a fost dotat cu aparatul terestru de recunoaștere prin radiolocație NRZ-20, (în sistemul ”Kremnîi-2”).
S-a făcut o nouă repartiție a frecvențelor pe canale, a crescut suprafața de reflexie a antenelor. S-a instalat aparatura de răspuns activ ”Globus”, pentru recepționarea semnalelor emise de avionul de vânătoare MIG-21 și ulterioare.
În anul 1958, radarul P-30 a fost modernizat în fabrică, sub denumirea de radarul P-30 M (Saturn). În anul 1959 a trecut cu succes testele din poligon și a fost introdus în înzestrare. Acesta a oferit o creștere a distanței de descoperire cu 10% și a fost mult mai convenabil în exploatare. Ulterior acesta a primit numele de P-35 (Saturn).
Radarul avea în compunere: 
- o cabină auto-propulsată cu aparatura de comandă și control și aparatura indicatoare;
- o remorcă rotitoare, pe un afet de tun, în care era instalată aparatura de emisie-recepție (șase emițătoare, patru lucrau pe antena inferioară, două pe antena superioară, din care unul în gama decimetrică), aparatura de recunoaștere prin radiolocație ”amic-inamic” (NRZ-20), receptorul de răspuns activ (NPA); în exteriorul remorcii: două reflectoare de antenă sub formă de cadre deschise trunchiate dintr-un paraboloid, unul pe o latură îngustă a remorcii, constituind antena inferioară iar pe remorcă, în partea opusă, fiind instalată antena superioară, înclinată față de planul vertical cu 25 de grade (așa numita rază -V);
- două mașini cu agregatele de alimentare cu energie electrică;
- remorci pentru transportul celor două antene, setul de cabluri de legătură.

## Date tehnico tactice
- frecvența de lucru: banda E și banda F
- puterea în impuls: 1 MW
- distanța maximă de descoperire: 180 km
- capacitatea de separare în distanță: 500 m
- capacitatea de separare în azimut: 1,5 grade
- altitudinea maximă de descoperire: 12.000 m
- viteza de rotire a antenei: 6 ture/minut